# Manuel de Irujo Ollo
Manuel de Irujo Ollo (Lizarra, 25 de setembre de 1891 – Bilbao, 1 de gener de 1981) va ser un polític i advocat navarrès, dirigent del Partit Nacionalista Basc, Diputat i Ministre de la Segona República Espanyola.

## Biografia
Era fill de Daniel Irujo Urra, advocat que va defensar dos cops en judici Sabino Arana. Va estudiar en el Col·legi dels Jesuïtes d'Orduña, on es va graduar en 1907 de batxillerat. En 1910 es va llicenciar en la Facultat de Filosofia i Lletres de la Universitat de Deusto i en 1912 en la de Dret. En 1916 es va casar amb Aurelia Pozueta Aristizabal, amb qui tindria una filla, Miren. Envidua en 1918.
Fou diputat foral de Navarra en 1921 i 1930, diputat a Corts per Guipúscoa a les eleccions de 1933 i 1936. En 1936 va defensar el posicionament del seu partit a favor de la Segona República i contra la revolta militar. Entre setembre de 1936 i maig de 1937 va ser ministre sense cartera en el Govern de Francisco Largo Caballero amb la funció d'intentar restablir el funcionament d'una justícia elemental en la zona republicana. Aquesta funció la va continuar com a Ministre de Justícia en el govern de Negrín fins a desembre de 1937. Des del seu càrrec col·laborà amb Lluís Vila i d'Abadal i altres membres d'UCD que ajudaven a fugir religiosos perseguits en contacte amb el cardenal Francesc d'Assís Vidal i Barraquer.
Va abandonar el càrrec, entre altres raons, per la repressió que el govern va portar a terme contra el Partit Obrer d'Unificació Marxista (POUM), però va quedar com a ministre sense cartera fins a agost de 1938. Després de la guerra civil es va exiliar en el Regne Unit. Allí va ser ministre del govern republicà en l'exili i president del Consell Nacional Basc. Per la seva tasca en la construcció europea en 1972 va ser nomenat president d'honor del Consell Federal Peninsular del Moviment Europeu.
Va tornar a Espanya en 1977, any que va ser escollit senador per Navarra a les llistes del Front Autonòmic en les eleccions generals espanyoles de 1977. A les eleccions al Parlament de Navarra de 1979 va ser escollit membre del Parlament de Navarra com cap de llista de la coalició Nacionalistes Bascos, sent el seu primer president. Autor, entre altres obres, de Inglaterra y los vascos e Instituciones políticas vascas (1945).